# Fågelöarna
Fågelöarna este o arie protejată (arie specială de conservare — SAC, sit de importanță comunitară — SCI, arie de protecție specială avifaunistică — SPA) din Suedia întinsă pe o suprafață de 11,3 ha, integral pe uscat.

## Localizare
Centrul sitului Fågelöarna este situat la coordonatele 58°33′14″N 13°18′28″E / 58.554°N 13.3079°E.

## Înființare
Situl Fågelöarna a fost declarat arie de protecție specială avifaunistică în august 2012 pentru a proteja 6 specii de animale. Alte tipuri de protecție:
- sit de importanță comunitară (în ianuarie 1997)
- arie specială de conservare (în martie 2011)[1][3][4]

## Biodiversitate
Situată în ecoregiunea boreală, aria protejată conține 2 habitate naturale: Ape stătătoare oligotrofe până la mezotrofe, cu vegetație de Littorelletea uniflorae și/sau de Isoëto-Nanojuncetea, Roci stâncoase cu vegetație pionieră de Sedo-Scleranthion sau Sedo albi-Veronicion dillenii.
La baza desemnării sitului se află mai multe specii protejate de  păsări (6): erete de stuf (Circus aeruginosus), cufundar polar (Gavia arctica), vultur pescar (Pandion haliaetus), bătăuș (Philomachus pugnax), chiră de baltă (Sterna hirundo), fluierar de mlaștină (Tringa glareola).